# Walthamstow
Walthamstow is een wijk in het Londense bestuurlijke gebied Waltham Forest, in de regio Groot-Londen. Het is het administratief hoofdkwartier van het district.

## Geboren
- William Morris (1834-1896), ontwerper en utopisch denker, grondlegger van het fantasy-genre en geestelijke vader van de arts-and-craftsbeweging
- Mike Leander (1941-1996), arrangeur, songwriter en producent
- Denis Payton (1943-2006), saxofonist (The Dave Clark Five)
- Mick Box (1947), gitarist Uriah Heep
- Dwight Gayle (1989), voetballer
- Harry Kane (1993), voetballer
- Tommie Hoban (1994), voetballer

## Galerij

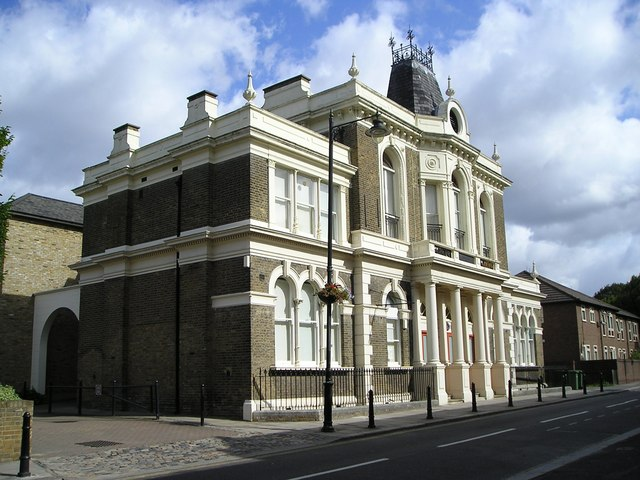
Het voormalige stadhuis van Walthamstow